# Tadel
Der Tadel (auch Rüge oder Schelte) bezeichnet eine meist verbale, missbilligende Beurteilung, die oftmals mit dem Ziel einer Mäßigung oder Verhaltenskorrektur verbunden wird und gelegentlich als Strafe fungiert.

## Etymologie

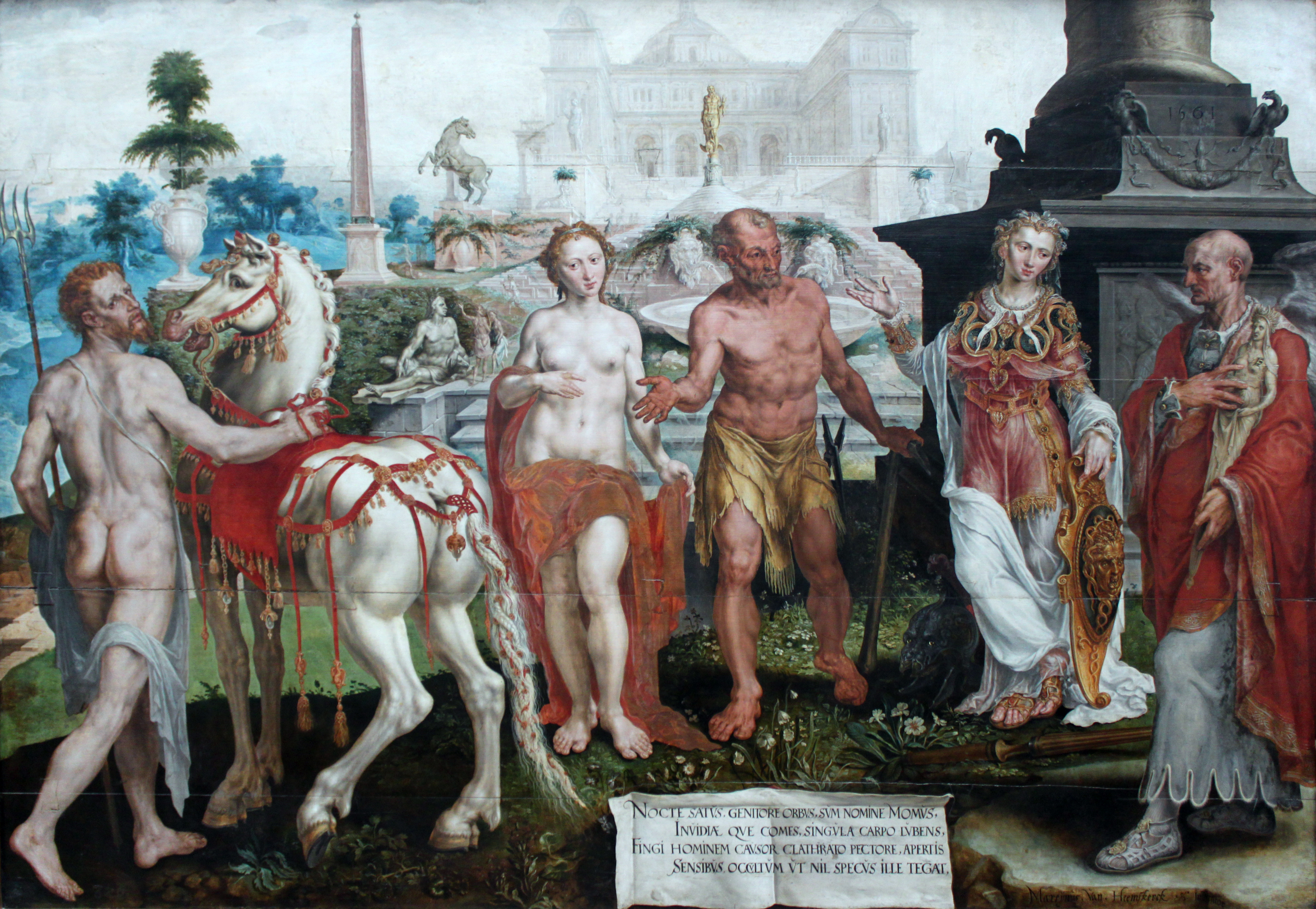
Momos tadelt die Götter, 1561, Maarten van Heemskerck, Gemäldegalerie Berlin

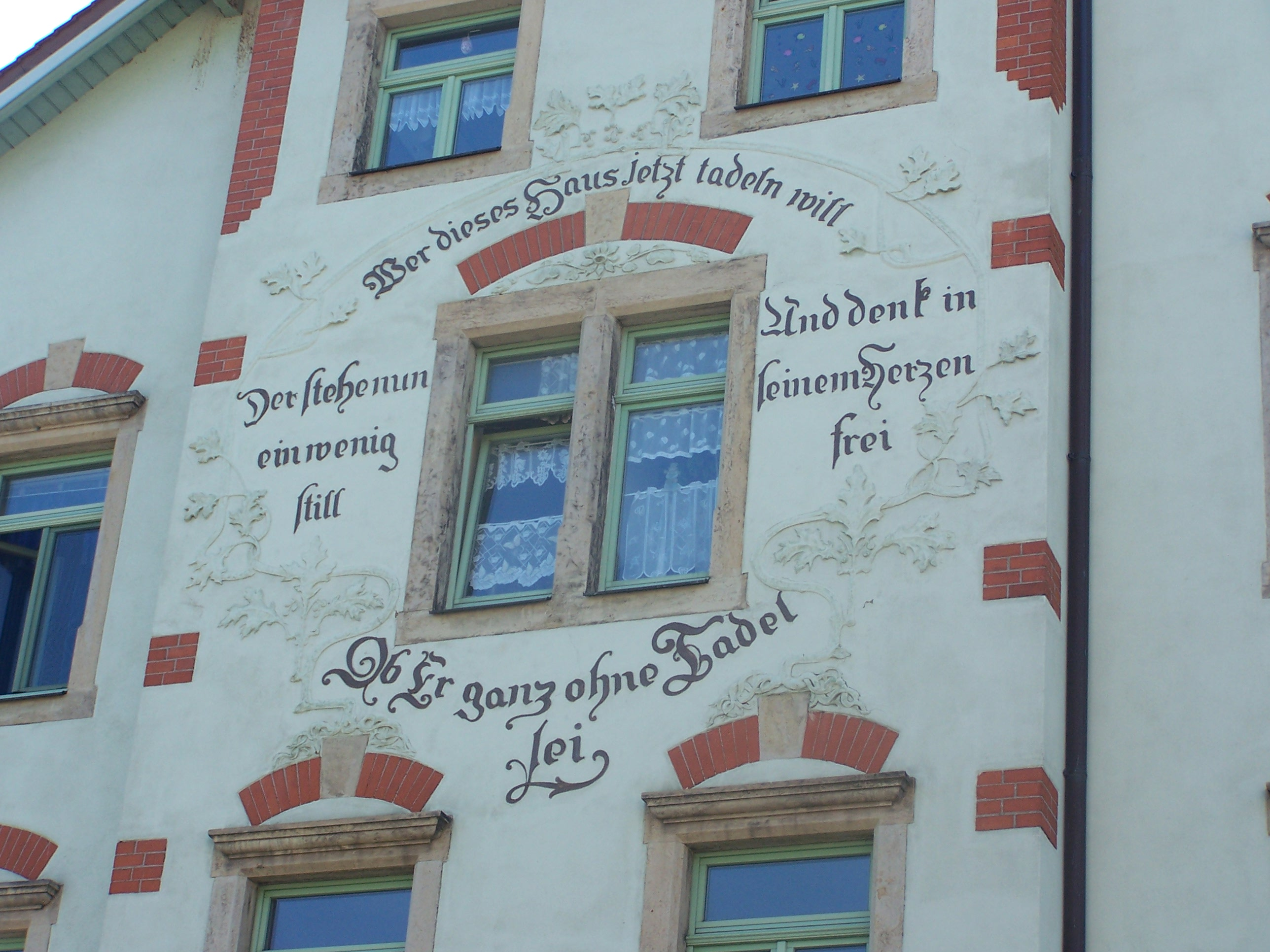
Tadel in einer Hausinschrift

Das Wort Tadel tritt seit dem 13. Jahrhundert im Mittelhochdeutsch aus dem Mittelniederdeutschen stammend auf. Bereits im Althochdeutschen stand zadal oder zadel für Mangel oder Fehler. Die heute übliche Bedeutung eines Vorwurfs entwickelte sich im 17. Jahrhundert unter dem Einfluss des Verbs tadeln. Die alte Bedeutung ist erhalten in der Redewendung Ohne Furcht und Tadel. Pierer’s Universal-Lexikon bezeichnete Tadel als:

„Form eines Urtheils ausgesprochene Erklärung, daß uns etwas mißfällt, also mißbilligende Beurtheilung. Der Tadel kann so mannigfach sein, als die Gegenstände, worauf er sich bezieht, u. eben sowohl Reden, Schriften, Kunstgegenstände, Personen betreffen, u. ist daher theils logisch, theils ästhetisch, theils moralisch. Er ist gegründet, wenn unser Urtheil richtig, ungegründet, wenn dies nicht der Fall ist, u. muß daher, da jeder irren kann, um so mehr mit Mäßigung ausgesprochen werden, da er sonst leicht in Tadelsucht, d.h. den Fehler, bei welchem der Mensch nur tadelt, um zu tadeln, ausartet.“

## Pädagogik
In einigen der pädagogischen Fachliteratur zugerechneten Werken aus den 1960er Jahren wird der Tadel am Anfang der Strafenskala gesehen. Diese Einstufung ist freilich umstritten. Dass mit dem Tadel auch ernst zu nehmende Traumatisierungen der Kinder und Jugendlichen verbunden sein können, ist nicht nur eine Erkenntnis der neueren Psychologie. Schon die Pädagogen im Vorfelde der europäischen Aufklärung mahnten einen sensiblen Umgang der Erzieher mit ihren Zöglingen an. John Locke legte in Bezug auf den Tadel eine kontrollierte Mäßigung nahe. Fenelon äußerte sich im selben Sinne und stellte Betrachtungen über den rechten Augenblick an, in dem ein Tadel erfolgen sollte. "Warte, wenn es sein muss, selbst tagelang den günstigsten Augenblick ab, um deinen Verweis anzubringen." Einig waren sich auch die deutschen Pädagogen der Aufklärung über die zweifelhaften Wirkungen maßlosen Tadelns.

### Tadel in der Schule
In der Schule ist der Tadel eine starke Form der Ermahnung und Maßregelung. Der Tadel kann auch in schriftlicher Form erfolgen. Bei wiederholtem Tadel tritt in vielen Fällen eine Klassenkonferenz zusammen. Hier wird über das Fehlverhalten des Schülers diskutiert und es werden weitere erzieherische Maßnahmen festgelegt. Der Begriff „Tadel“ ist dabei offiziell meist nicht mehr gebräuchlich, man spricht inzwischen von einer „Schriftliche[n] Missbilligung“ (Verweis).
So heißt es im Schulgesetz Schleswig-Holsteins zu den Maßnahmen bei Erziehungskonflikten:

„(1) Die Erfüllung des Bildungsauftrages der Schule ist vor allem durch pädagogische Maßnahmen zu gewährleisten. In die Lösung von Konflikten sind alle beteiligten Personen einzubeziehen. Zu den Maßnahmen bei Erziehungskonflikten gehören insbesondere gemeinsame Absprachen, die fördernde Betreuung, die Förderung erwünschten Verhaltens, das erzieherische Gespräch mit der Schülerin oder dem Schüler, die Ermahnung, die mündliche oder schriftliche Missbilligung, die Beauftragung mit Aufgaben, die geeignet sind, die Schülerin oder den Schüler Fehler im Verhalten erkennen zu lassen, das Nachholen schuldhaft versäumten Unterrichts nach vorheriger Benachrichtigung der Eltern und die zeitweise Wegnahme von Gegenständen.“

Das Schulgesetz des Landes Berlin kennt den „mündlichen Tadel“ als Erziehungsmaßnahme bei Erziehungskonflikten und Unterrichtsstörungen. Je nach Schwere des Verstoßes kann der Tadel auch aus einem Eintrag ins Klassenbuch und einem Brief an die Erziehungsberechtigten bestehen. In der Vergangenheit konnte der Tadel als Bemerkung auf dem Zeugnis erscheinen, wenn die jeweilige Zeugniskonferenz dies für geboten hielt und der Tadel den bestehenden Normen entsprach. Die aktuellen Ausführungsvorschriften über Zeugnisse des Landes Berlin erwähnen jedoch den Vermerk von Erziehungsmaßnahmen, zu denen der mündliche Tadel zählt, nicht. In der Regel können auf Zeugnissen nur Ordnungsmaßnahmen nach Beschluss durch die Klassenkonferenz auf Zeugnissen vermerkt werden, wobei Abgangs- und Abschlusszeugnisse ausgenommen sind.

## Psychologie
Im Meyers kleines Lexikon Psychologie wird vermerkt, dass getadeltes Verhalten sogar vermehrt auftreten könne – eine Erkenntnis, die auf dem Hintergrund der Lernpsychologie entstanden ist. Tadel könnte nämlich die vom Schüler/Kind erwünschte Form der Zuwendung sein, wenn es ihm z. B. an Zuwendung mangeln sollte. Tadeln sollte also nicht zufällig, willkürlich oder planlos, sondern bestenfalls im Zusammenhang mit einem Verstärkungsplan erfolgen, der die Gesamtpersönlichkeit des Kindes berücksichtigt. Tadel allein ist nicht geeignet, irgendein Erziehungsproblem zu lösen. Peter Köck und Hanns Ott halten den inflationären Gebrauch des Tadels für wirkungslos, und: „Tadel erweist sich dann als völlig sinnlos […], wenn er auf Merkmale oder Verhaltensweisen zielt, die zu ändern der Getadelte nicht fähig ist.“